# Patinage de vitesse sur piste courte aux Jeux olympiques de 2026
Navigation
Pékin 2022 Édition suivante
Les épreuves de patinage de vitesse sur piste courte aux Jeux olympiques d'hiver de 2026 ou short-track aux Jeux olympiques d'hiver de 2026 se déroulent au Mediolanum Forum d'Assago, dans la banlieue de Milan en Italie. Il s'agit de la 10e apparition du short-track aux Jeux olympiques.

## Préparation de l'événement

### Désignation du pays hôte
La sélection de la ville hôte suit la nouvelle procédure de l'Agenda olympique 2020 avec une phase de dialogue de 2017 à 2018 et une phase de candidature au premier semestre de 2019. En janvier 2019, à l'issue de la phase de dialogue, seules deux candidatures sont retenues par le CIO. Le vote a lieu le 24 juin 2019 à Lausanne, et le CIO n'a besoin que d'un seul tour pour désigner la ville hôte. Une abstention est comptabilisée au cours du vote.

### Lieu de la compétition
La compétition a lieu au Mediolanum Forum d'Assago, dans la banlieue de Milan,. Le lieu a une capacité de 12 300 places.

## Qualifications

### Processus
Le processus de qualifications est le même que pour les éditions olympiques précédentes.
En 2023, l'ISU annonce relever l'âge minimum des compétiteurs à 17 ans atteints au 1er janvier 2025 pour les Jeux olympiques,. Le record d'âge minimal jusque-là est celui d'Arianna Fontana, qui remporte une médaille de bronze lors de l'épreuve du relais aux Jeux olympiques d'hiver de 2006, à Turin à quinze ans et 314 jours, ce qui fait aussi d'elle la médaillée olympique la plus jeune d'Italie.

### Quotas de participants par pays
Le quotas de participants sera le même que lors des Jeux Olympiques précédent. 

## Tableau des médailles
- Pays organisateur (Italie)

| Rang  | Pays  | Médaille d'or, Jeux olympiques | Médaille d'argent, Jeux olympiques | Médaille de bronze, Jeux olympiques | Total |
| 1     |       |                                |                                    |                                     |       |
| 2     |       |                                |                                    |                                     |       |
| 3     |       |                                |                                    |                                     |       |
| 4     |       |                                |                                    |                                     |       |
| 5     |       |                                |                                    |                                     |       |
| 6     |       |                                |                                    |                                     |       |
| 7     |       |                                |                                    |                                     |       |
| 8     |       |                                |                                    |                                     |       |
| Total | Total | 9                              | 9                                  | 9                                   | 27    |